# 宽胫夜蛾
宽胫夜蛾（学名：Protoschinia scutosa）是鳞翅目夜蛾科的一种昆虫，广泛分布于欧洲、北美、亚洲和非洲。幼虫取食植物的幼苗、嫩叶和茎，寄主植物有大豆、苜蓿、藜麦、向日葵、藜草等20多种。是一种农业害虫。